# Музей землі Баден
49°00′49″ пн. ш. 8°24′16″ сх. д. / 49.0136° пн. ш. 8.40444° сх. д.
Музей землі Баден (нім. Badisches Landesmuseum)  — великий музей культури, мистецтва та регіональної історії регіону Баден, Карлсруе, у землі Баден-Вюртемберг. 
Через свої всесвітньо значущі колекції, що представляють понад 50 000 років міжнародної історії культури, він передає історію та історичне середовище проживання. 
Його колекції варіюються від доісторії та ранньої історії до середньовіччя та XXI століття. 
Музей був заснований в 1919 році та відкритий в 1921 році в приміщеннях палацу Карлсруе.

## Історія
У 1873 році Фрідріх I збудував на Фрідріхсплац Будинок колекцій для своїх бібліотеки та великих колекцій. 
Вони були відкриті для публіки як Великогерцогська колекція старожитностей та етнології в Карлсруе. 
Після зречення великого герцога Баденського Фрідріха II, Палац Карлсруе, розташований у центрі барокового міського комплексу, перейшов у власність землі Баден в 1918 році та призначений місцем розташування нещодавно заснованого музею історії культури.
Музей був заснований в 1919 році та був створений шляхом злиття «колекції старожитностей» з Баденським музеєм декоративного мистецтва. 

Відкрито 24 липня 1921 року в кімнатах палацу. 
Ганс Ротт був першим директором до 1938 року. 
У 1936 році «Баденська колекція монет» 

була включена до колекції музею. 
Наступним директором був Фрідріх Віландт до 1971 року. 
Палац Карлсруе був зруйнований в 1944 році під час Другої світової війни. 
Більшу частину музейних фондів вдалося врятувати. 
У 1955 році розпочалася відбудова згорілого палацу. 
Зовнішній вигляд було точно реконструйовано, а інтер’єр – відповідно до вимог сучасного музею. 
Державний музей Бадена було знову відкрито в 1959 році, а палацова кав'ярня відкрита в 1965 році. 
Юрген Тімме був першим археологом, який очолював відділ старожитностей в 1959 — 1982 рр. 
З 1992 року під керівництвом Гаральда Зібенморгена всі п'ятнадцять відділів Державного музею Бадена були послідовно повністю оновлені відповідно до концепції, заснованої на контекстуалізації та постановці об’єктів, останнім був відділ «Світова культура» у 2013 році. 
Усі відділи були доступні через посібники з колекції. 
З 1992 року організовувалися великі музейні фестивалі, і Музей землі Баден був відкритий для широкої аудиторії завдяки численним іншим музейним освітнім і культурним посередницьким заходам. 
Міжнародну увагу привернула масштабна та чітко розроблена спеціальна виставкова програма, яка частково ґрунтувалася на нещодавно укладених угодах про співпрацю з Тунісом, Алжиром та іншими середземноморськими країнами. 
Кількість відвідувачів зросла в чотири рази. 
У 2009 році Державний музей Бадена в Карлсруе відвідало близько 300 000 відвідувачів. 

Як пілотний проект Музей землі Баден був першим музеєм у Баден-Вюртемберзі, який запровадив структуру управління бізнесом із комерційним директоратом, отримуючи таким чином нові можливості для діяльності. 
У 2014 році з новими концепціями було відкрито Німецький музей музичних автоматів у Брухзалі та музей у Салемі.

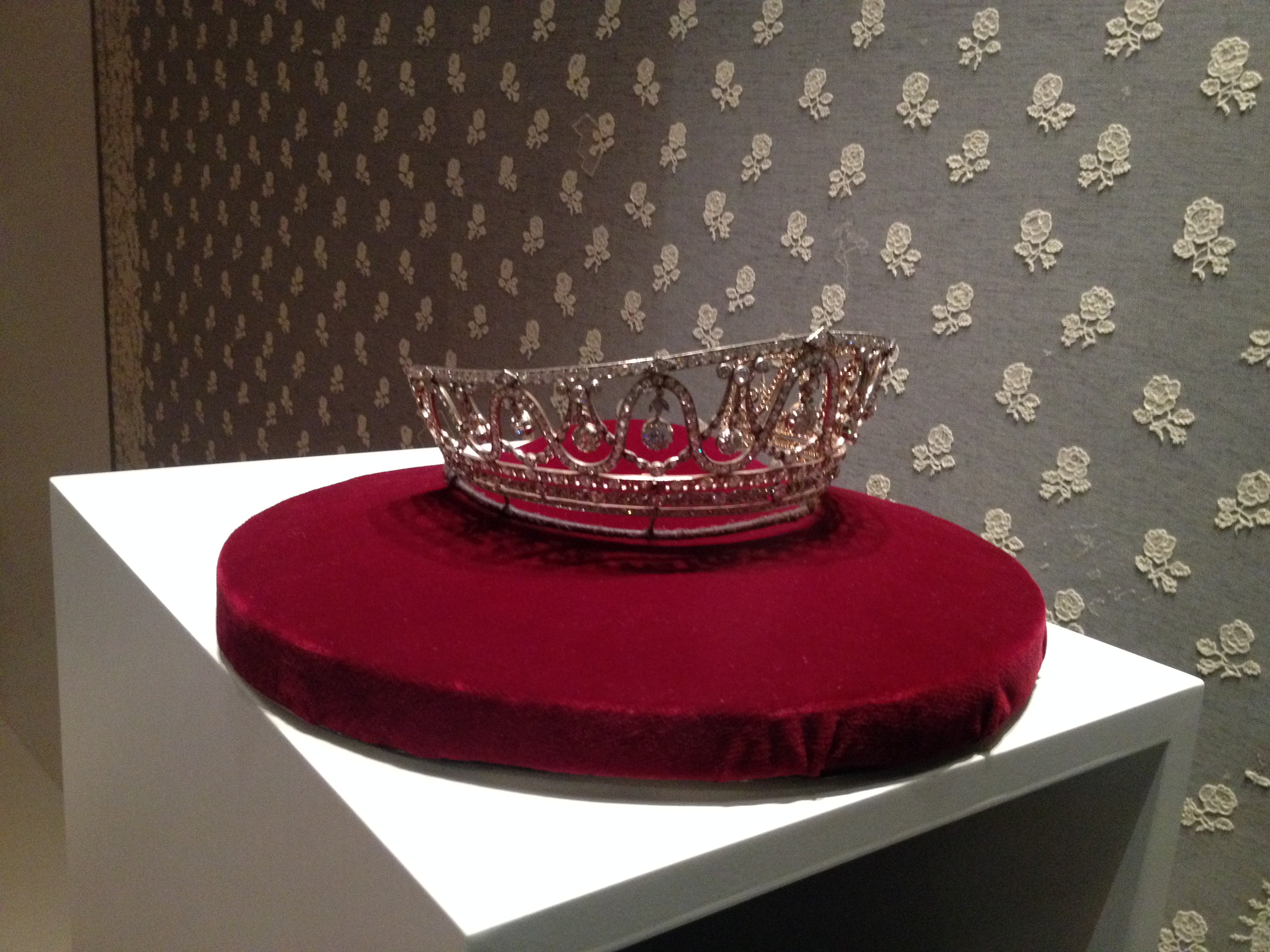
Діадема великої герцогині Гільди Баденської

Наприкінці квітня 2017 року з вітрини в тронному залі на другому поверсі було викрадено діадему великої герцогині Гільди Баденської, виготовлену баденським придворним ювеліром Шмідтом-Штаубом близько 1907 року та інкрустовану 367 діамантами була викрадена з вітрини в тронній залі на другому поверсі музею.. 

Як стало відомо в червні 2017 року, крадіжка вже мала місце в жовтні 2016 року. 
Це була скульптура зі слонової кістки 1620 року вартістю 500 000 євро роботи скульптора Леонгарда Керна. 
На ньому зображена римлянка Фульвія з відрубаною головою Цицерона. 
Прокуратура не бачить зв'язку між двома інцидентами. 

У 2019 році музей відзначив своє 100-річчя великим музейним фестивалем.
З 2027 року музей у палаці Карлсруе буде закритий на кілька років через капітальний ремонт. 
Це необхідно, оскільки більшість будівельних технологій сягають 1960-х років. 